# Ломкоколосник ситниковый
Ломкоколо́сник си́тниковый, или  волоснец ситниковый    (лат. Psathyróstachys júncea) — многолетнее травянистое растение — многолетнее травянистое растение; вид рода Ломкоколосник (Psathyrostachys) семейства Злаки (Poaceae).

## Ботаническое описание

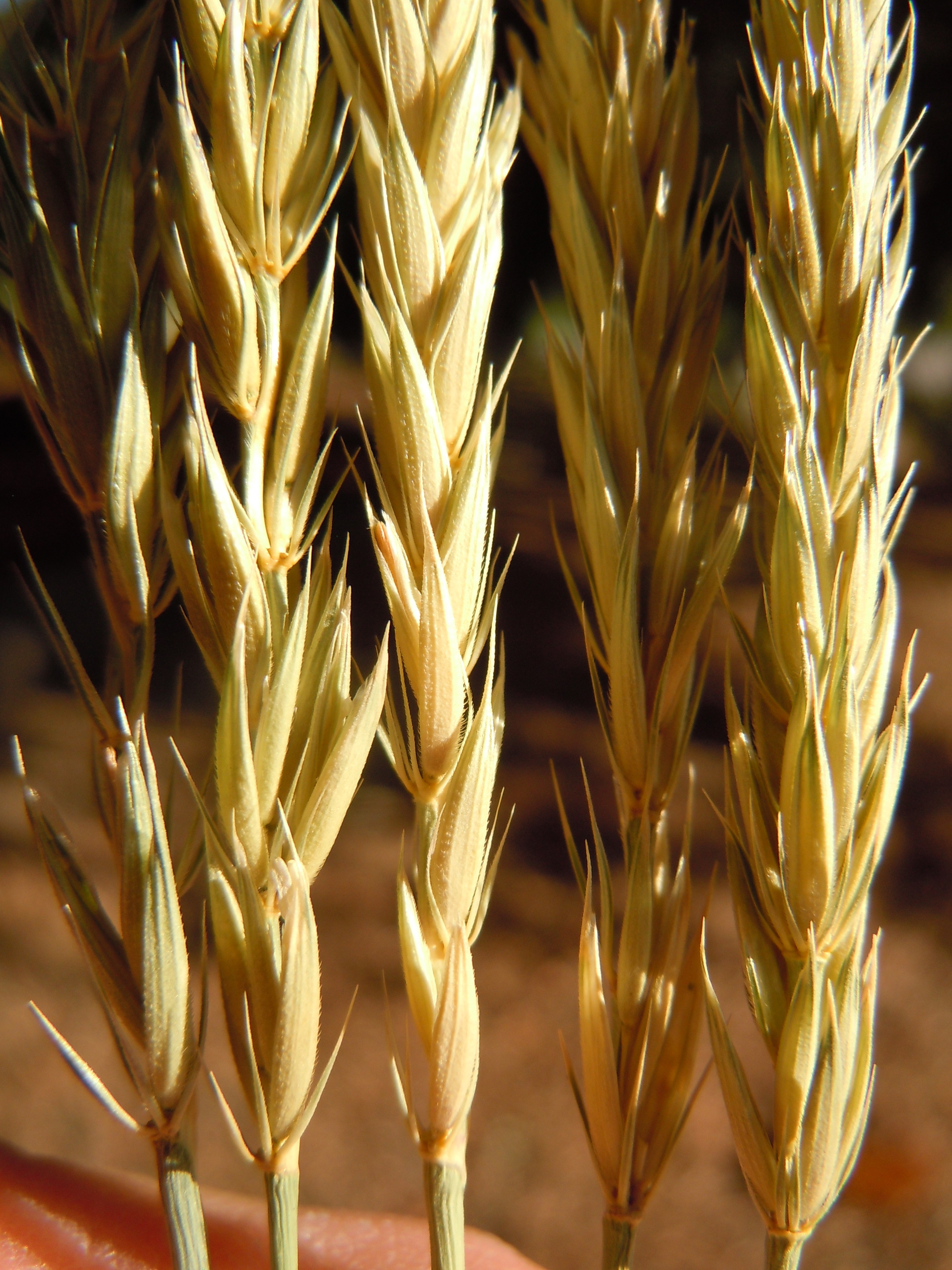
Колос растения

Многолетний плотнодерновинный злак. Стебли тонкие, 25—85 (до 100) см высоты, голые, гладкие, под колосом шероховатые или коротко прижато-волосистые.
Прикорневые листья многочисленные, плоские, реже свёрнутые, с обеих сторон шероховатые, до 20 (35) см длины.
Колос 5—12 см длины, к верхушке слегка суженный, в верхней части разламывающийся по членикам оси, но с легко опадающими колосками, при этом колосковые чешуи остаются на оси колоса. Ось колоса слегка шероховатая под уступами, по рёбрам реснитчатая. Колоски сидят по два — три, с двумя — тремя, редко одним цветком. Колосковые чешуи шиловидные, шероховатые или коротковолосистые; самые длинные волоски обычно не превышают ширины чешуи. Нижняя и верхняя цветковые чешуи шероховатые, нижние цветковые чешуи 7—9 мм длиной, покрытые тонкими шипиками, иногда переходящими в короткие волоски. Пыльники 3—5 мм длиной. Размножение семенное. Цветёт в мае — июле, плодоносит в июле — августе. Анемофил.
Число хромосом 2n = 14.

## Распространение и экология
Распространён в Средней Азии на равнине и горах, в Афганистане, Монголии, Джунгарии и Тибете; в России встречается в европейской части: в Заволжье, на юге Урала, Западной и Восточной Сибири, к западу от Волги островные нахождения известны в Ростовской, Воронежской, Волгоградской областях, на востоке Украины.
Распространён в Северной Америке: центр США, Канады, Аляска.
Лимитирующие факторы — узкая экологическая амплитуда. Уплотнение почвы скотом и при чрезмерной рекреационной нагрузке, степные пожары и весенние палы.
Рыхловой, низовой злак, хорошо кустящийся, среднерослый и среднеспелый, зимостойкий, долголетний, солеустойчивый. Размножается семенами и вегетативно — отрезками куста. Семена сохраняют всхожесть 2—3 года. Относятся к растениям озимого типа развития. Плодоносит во 2-й года, а в более сухих условиях произрастания на 3-й год жизни. Весной отрастает рано, хорошо кустится, в конце мая образует генеративные побеги. Вегетационный период длится 70—85 дней.
Успешно растёт на всех типах почв степной зоны, включая засушливую часть с солончаковыми, солонцеватыми и корковыми землями Казахстана и Сибири. Хорошо отзывается на внесение весной минеральных удобрений. Азотные удобрения эффективны на пастбищах и семенниках.

## Значение и применение
Чисто пастбищное растение. При скашивании на сено большая часть массы в виде прикорневых листьев и недоразвитых побегов остается нескошенной. Вовремя скошенное сено хорошо поедается и служит питательным кормом. Весной до колошения листья и молодые побеги и затем отавы хорошо поедаются всеми видами сельскохозяйственных животных. После колошения скот общипывает только листья и не трогает стебли летом. Может выдерживать 2—3 стравливания. Отмечено, что отава поедается хуже отав овсяницы степной, ковылка, пырея, житняка и костра безостого (Bromus inermis). На фоне многих злаков отличается чрезвычайно большим содержанием протеина.
| Фаза            | От абсолютного сухого вещества в % | От абсолютного сухого вещества в % | От абсолютного сухого вещества в % | От абсолютного сухого вещества в % | От абсолютного сухого вещества в % |
| Фаза            | золы                               | сырого протеина                    | жира                               | клетчатки                          | БЭВ                                |
| --------------- | ---------------------------------- | ---------------------------------- | ---------------------------------- | ---------------------------------- | ---------------------------------- |
| Кущение         | 9,2                                | 31,5                               | 2,7                                | 15,8                               | 30,9                               |
| Колошение       | 7,3                                | 16,6                               | 3,3                                | 21,5                               | —                                  |
| Осыпание плодов | —                                  | 8,6                                | 2,7                                | —                                  | —                                  |

## Синонимика
По данным The Plant List на 2010 год, в синонимику вида входят:
- Elymus albertii Regel
- Elymus altaicus A.Spreng.
- Elymus cretaceus Zingone ex Nevski nom. illeg.
- Elymus desertorum Kar. & Kir.
- Elymus desertorum var. angustifolius Kar. & Kir.
- Elymus desertorum var. desertorum
- Elymus desertorum var. latifolius Kar. & Kir.
- Elymus junceus Fisch.
- Elymus junceus var. alberti (Regel) Roshev. ex B.Fedtsch.
- Elymus junceus var. desertorum (Kar. & Kir.) Regel
- Elymus junceus var. junceus
- Elymus junceus var. typica Trautv.
- Elymus junceus var. villosus Drobow
- Psathyrostachys desertorum (Kar. & Kir.) Agaf.
- Psathyrostachys perennis Keng, nom. illeg.
- Triticum juncellum F.Herm.

## Охранный статус

### В России
В России вид входит в Красные книги: Ростовской, Самарской, Саратовской и Ульяновской областей, а также республики Татарстан. Растёт на территории нескольких особо охраняемых природных территорий России.

### На Украине
Входит в Красную книгу Украины, растёт в Луганской области.